# Eupithecia magneta
Eupithecia magneta là một loài bướm đêm trong họ Geometridae.